# Джим Монтгомері (хокеїст)
Джим Монтгомері (англ. Jim Montgomery; нар. 30 червня 1969) — канадський хокеїст та згодом хокейний тренер. Нині він є головним тренером команди Національної хокейної ліги «Бостон Брюїнс», раніше працював головним тренером «Даллас Старс». 
Під час своєї ігрової кар'єри центрального нападника він грав у НХЛ за «Сент-Луїс Блюз», «Монреаль Канадієнс», «Філадельфія Флаєрс», «Сан-Хосе Шаркс» і «Даллас Старс».

## Тренерська робота
30 червня 2022 року «Бостон Брюїнс» призначив Монтгомері головним тренером замість Брюса Кессіді.